# Chris Liebing
Chris Liebing (ur. 11 grudnia 1968 w Gießen) – niemiecki DJ i producent muzyczny. Jedna z najbardziej znanych i popularnych postaci na światowej scenie techno. Uważany za twórcę gatunku schranz.
Należy do grona wirtuozów muzyki elektronicznej, których produkcje muzyczne wydawane na płytach ustalają aktualnie obowiązujące standardy w muzyce techno. Podobnie niekwestionowana jest jego pozycja wśród didżejów, gdzie jest jednym z kilku liderów światowej sceny. Grał praktycznie we wszystkich krajach świata, w których odbywają się imprezy z nowoczesną muzyką taneczną, od Berlina, Paryża czy Londynu przez Nowy Jork i Los Angeles, Rio de Janeiro i Buenos Aires do Johannesburga, Hongkongu, Kuala Lumpur czy Tokio.
Występuje regularnie jako jedna z najważniejszych gwiazd na słynnej berlińskiej Love Parade. Jest także gwiazdą festiwalu Mayday, Nature One czy Street Parade oraz wielu innych, podobnych imprez. Otrzymał nagrody dla najlepszego niemieckiego DJ i producenta muzycznego (Deutschen Dance Awards).
W 1996 założył swoją pierwszą wytwórnię płytową Audio i w ramach tego przedsięwzięcia nawiązał współpracę z Undercover Music Group Germany; w ramach Audio wydał 16 pozycji, wiele z nich zaliczanych jest do klasyki muzyki schranz (Dandu Groove, Drum Cook, Rauschen). Po odejściu z Audio (gdzie zastąpił go DJ i producent z Dortmundu Michael Burkat) założył kilka nowych wytwórni. 
Obecnie jest właścicielem kilku liczących się w świecie muzyki techno wytwórni płytowych: SOAP (wydającej house – którą założył z innym renomowanym producentem i DJ-em – Tonim Riosem), CLR Records, CL-RETRY, CLAU oraz Stigmata. Cztery ostatnie, a zwłaszcza Stigmata, popularyzują specyficzną odmianę techno, którą Liebing sam zdefiniował jako schranz – oparty na gęstych podkładach perkusyjnych podgatunek techno robiący od pewnego czasu światową karierę w klubach, na wielkich festiwalach i w mediach.
Produkcje Chrisa Liebinga (zarówno solowe jak i we współpracy z innymi artystami) ukazują się m.in. w wytwórniach Harthouse, Global Amition, Strictly Rhythm, UCA, Fine Audio Recordings, Alphabet City, Menthol, Primate, Plastic City, Wea, Planet Vision, Energy Industries, Molecular, Kenziffer, Sok, Federation Of Drums, Cocoon, Geushky, Eukatech, Highball, Toneman, Virgin.